# Conor McGregor
Conor Anthony McGregor (født 14. juli 1988) er en irsk MMA-udøver, som konkurrerer i Ultimate Fighting Championships (UFC) fjervægt, weltervægt og letvægtsklassen. Han er tidligere fjervægtmester i UFC, samt tidligere letvægtmester i UFC, og tidligere fjervægt- og letvægtmester i Cage Warriors. I 2017 var han rangeret andenhøjest på UFCs officielle pound for pound-rangering og rangeret øverst som fjervægtsudøver og femtebedste pound-for-pound-udøver af Sherdog. Han havde en sejrsrække på femten kampe, hvoraf fjorten dog ikke varede længere end til anden omgang, frem til han blev besejret af Nate Diaz i UFC 196, efter at hans oprindelige modstander Rafael dos Anjos måtte trække sig ud med en skade.
Han er kendt for sit frittalende, og ofte mudderkastende væsen, som har ført til sammenligninger med Muhammad Ali – samt som en af de absolut bedste MMA-udøvere i verden; han er også kendt for at spå sine egne kampes udfald, senest da han spåede, at daværende mester José Aldo, ubesejret i ti år, ville blive slået ud i første omgang. Aldo tabte til McGregor via knockout efter 13 sekunder. Han er blevet folkehelt i Irland.
McGregor har været genstand for mange kontroverser fra kørselsforseelser til overfald, uorden og voldtægt. Han har fremsat kontroversielle kommentarer om Dublin-optøjerne i 2023, den irske regerings immigrationspolitik og race. I november 2024 fandt den irske højesteret i en civil sag, at McGregor overfaldt og voldtog en kvinde i december 2018 og pålagde ham at betale over 248.000 € i erstatning. I december 2024 blev han dømt til at betale alle ofrets sagsomkostninger, ca. €1.500.000. Efter dommen blev McGregor bredt fordømt og mistede flere partnerskabsaftaler.

## Tidlige liv
McGregor blev født i Dublin i Irland. Han voksede op på strøget Crumlin i Syd Dublin og gik både på Gaelscoil og Gaelcholáiste - dvs. på både første og andet niveau i Calista de hÍde i Tallaght, hvor han udviklede en forkærlighed for idræt gennem fodbold. I ungdomsårene spillede han fodbold for Lourdes Celtic Football Club og var tilhænger af Manchester United i engelsk Premier League. Han var streetfighter og vandt stort set alle sine kampe, inden han begyndte sin MMA karriere. Dog var der en enkelt fighter, han ikke kunne overvinde: Den berygtede Berkan "The Beast" Gögenur, som nu er blandt de bedste streetfightere i verden. Berkan formåede at lave det teknisk svære slag, som hedder flying uppercut. Dette satte McGregor ud af spillet, og han blev kørt til intensiv med en brækket kæbe. Han svor dengang, at han en dag ville få sin hævn over "The Beast".
I 2006 flyttede McGregor med familien til Lucan i Vest Dublin og begyndte på Gaelcholáiste Coláiste Cois Life. Efter det begyndte han som rørlæggerlærling. Mens han var i Lucan begyndte han at sparre med den fremtidige UFC-udøver Tom Egan, som lærte McGregor grappling og tændte glød i hans MMA-interesse. McGregors sædvanlige vægt er på ca. 77 kilo (170 lbs).

## MMA-karriere

### Amatør
Den 17. februar 2007 i en alder af 18 år fik McGregor sin MMA-debut i en amatørkamp mod Ciaran Campbell for irsk Ring of Truth-promotering i Dublin. Han sejrede ved teknisk knockout (TKO) i den første omgang. Efter kampen blev han professionel og skrev kontrakt med den irske Cage of Truth-promotering. I 2008 begyndte han træning ved Straight Blast Gym i Dublin under vejledning af John Kavanagh.

### Tidlig professionelle karriere
Den 9. marts 2008 fik McGregor sin professionelle MMA-debut ved Cage of Truth 2, 19 år gammel; han vandt over Gary Morris med en teknisk knockout i anden omgang. Fra 2011 begyndte McGregor en ubesejret kamprække på 14 sejre, hvoraf én blev afgjort ved dommerafgørelse, én submission, og tolv knockouts (både direkte og tekniske), hvoraf ni fandt sted i første omgang. I denne periode lykkedes McGregor med en af de hurtigste knockouts i MMA efter at have afsluttet en kamp efter fire sekunder i Immortal Fighting Championship i Letterkenny i Irland. I 2012 vandt McGregor både CWFCs fjervægts- og letvægtstitler, noget som gjorde ham til den første professionelle MMA-udøver, som oppebar titler i to divisioner på samme tid. UFCs præsident Dana White rejste til Dublin tidligt i februar 2013 for at få en hædersmedajle af guld fra Trinity Colleges Philosophical Society og blev overvældet af forespørgsler om at hyre McGregor. De to mødtes senere i Dublin, og White var så imponeret af det, han så, at han kontaktede UFCs administrerende direktør Lorenzo Fertitta; de tilbød derefter McGregor en kontrakt et par dage senere.

### Ultimate Fighting Championship
I februar 2013 annoncerede Ultimate Fighting Championship (UFC), at de havde hyret McGregor til en flerkampskontrakt. Ved sin indtræden blev McGregor den anden udøver fra Irland, som konkurrerede for selskabet, efter fælles SBG-udøver Tom Egan. Den 6. april 2013 fik McGregor sin UFC-debut mod Marcus Brimage som præliminær kamp til stævnet UFC on Fuel TV: Mousasi vs. Latifi. Han sejrede ved teknisk knockout lidt over et minut inde i første omgang. Sejren gav også McGregor hans første Knockout of the Night-pris ("aftens knockout").
McGregor skulle have mødt Andy Ogle den 17. august 2013 i UFC Fight Night 26, men Ogle meldte afbud grundet en skade; han blev erstattet af Max Holloway. McGregor vandt kampen efter enstemmig dommerafgørelse (30-27, 30-27, 30-26). Efter kampen mod Holloway viste en MR-skanning, at McGregor havde revet korsbåndet i kampen og måtte have en operation, som ville holde ham på skadebænken i op mod ti måneder.
I marts 2014 blev begivenhederne omkring McGregors kamp mod Holloway dækket i en dokumentar lavet af Motive Television og SevereMMA.com for Raidió Teilifís Éireann.
McGregor skulle efter planen have mødt Cole Miller 19. juli 2014 i UFC Fight Night 46. Miller trak sig derimod angiveligt efter en tommelskade og blev erstattet af Diego Brandão. McGregor vandt kampen med teknisk knockout i første omgang. Sejren gav McGregor hans første Performance of the Night Award («Prisen for nattens præstation»).
McGregor mødte Dustin Poirier den 27. september 2014 i UFC 178. Efter en opbygning fyldt af skænderi og fjendskab mellem de to vandt McGregor kampen ved teknisk knockout endnu engang i første omgang; han blev dermed den første, som besejrede Poirier med en knockout. Sejren gav McGregor hans andet Performance of the Night Award i træk.
McGregor mødte Dennis Siver de 18. januar 2015 i UFC Fight Night 59. McGregor dominerede og vandt den ensidige kamp via teknisk knockout i den anden omgang. Sejren gjorde, at McGregor vandt sin tredje Performance of the Night Awardi træk. Efter kampen hoppede McGregor over buret og konfronterede UFCs fjervægtsmester José Aldo.

#### Interimfjervægtsmester
McGregor skulle have mødt den da regerende mester Aldo den 11. juli 2015 i UFC 189, en kamp om det ubestridte UFC-mesterskapet i fjervægt. I dagene før kampen trak Aldo sig ud efter en ribbensskade, som han pådrog sig under træning. McGregor forblev klar til kampen og mødte i stedet den største udfordrer rangeret af UFC, Chad Mendes, for interim-mesterskabet.
McGregor gik ud til oktogonen foran mere end 16000 tilskuere,  mens Sinéad O'Connor fremførte en version af den irske ballade «Foggy Dew». McGregor blev slået ned flere gange af den højt rangerede bryder i første omgang men magtede at lande en teknisk knockout efter at være kommet på benene igen i anden omgang. Det slog Mendes ned, og McGregor afsluttede kampen med ground and pound med tre sekunder igen; han vandt dermed UFC interim Featherweight Championship. Dette påtvang Aldo en obligatorisk mesterskabskamp mod interimtitelholderen, som nu var Conor McGregor.
Sejren øgede McGregors Performance of the Night Award-sejrsrække til fire, og kampen trak en rekordstor sum på 7,2 millioner dollar – en ny rekord i USA for MMA. Indvejningen til stævnet var banebrydende, da kapaciteten blev opnået næsten tredive minutter før opsat starttid. Fremmødet på 11500 slog klart den tidligere rekord på 8000 for UFC 148: Silva vs. Sonnen II. Senere røbede McGregor, at der røg 80% af korsbåndet i knæet i kampforberedelserne.

#### The Ultimate Fighter
Kort tid efter UFC 189 blev det offentliggjort, at McGregor ville være træne sammen med og mod Urijah Faber den følgende sæson af The Ultimate Fighter. I «U.S. vs. Europe», det tyve sekunders lange indslag i reality-serien, blev det bekræftet, at trænerne ikke kom til at slås mod hinanden i slutningen af programmet til forskel fra tidligere sæsoner.

#### Fjervægtmester
12. december 2015, i UFC 194, besejrede McGregor Aldo ved knockout og vandt dermed titlen i fjervægtklassen som den første europæiske mand, der vandt et UFC-mesterskab ved at besejre mesteren. Før starten af kampen nægtede både Aldo og McGregor at røre handsker, og de begyndte i stedet at slås. Da kampen begyndte, tog McGregor kontrollen over oktogonens midte; da Aldo kom indenfor rækkevidde, ramte McGregor med et slag for at holde ham nede. McGregor fulgte derefter op med et vellykket spark. Da Aldo lænede sig fremover for at ramme med en ”højre–venstre»-kombination, undgik McGregor det første slag og ramte Aldos hage med et venstre krydsslag, hvilket slog ham bevidstløs. Begges slag ramte, men McGregor ramte først. Mens Aldo faldt mod gulvet, ramte McGregor med to næveslag, før dommeren standsede kampen. Inden et minut genvandt Aldo bevidstheden og var tilbage på benene. Kampen varede i 13 sekunder – den hurtigste af alle UFC-titelkampe. «Igen, ingen kan tage det venstreslag» sagde McGregor i interviewet efter kampen. «Aldo er stærk og hurtig. Men præcision slår kraft, og timing slår hurtighed. Og det var det, I var vidne til her.»

#### Hop i vægtklasse (2016–)
Det var meningen, at McGregor skulle møde Rafael dos Anjos i en kamp om UFCs lettvægt-titel 5. marts 2016 ved UFC 196 i et forsøg på at blive den første til at holde to UFC-titler samtidigt. Det blev imidlertid offentliggjort 23. februar, at dos Anjos trak sig ud af kampen efter at have skadet foden. McGregor gik i stedet op til en debut i weltervægt mod Nate Diaz,, hvor Diaz vandt ved submission i anden omgang, og dette var McGregors første nederlag i UFC. En ny kamp mod Diaz blev planlagt at finde sted i UFC 200, men kampen blev aflyst, fordi McGregor nægtede at gennemføre alle de promoveringsforpligtelser, der var tilknyttet kampen. Kampen mod Diaz blev derefter flyttet og fandt sted i UFC 202, hvor både han og Diaz holdt ud til sidste omgang. Kampen endte med at blive dømt i McGregors favør.

## Kampstil
McGregor lægger pres på sine modstandere med bevægelse fremover og godt timede, kraftige slag. Han er kendt for sit venstreslag og sine switch kicks mod kroppen, sammen med sine spinnende back kicks mod kroppen og hovedet. Efter at have rystet modstanderen plejer han at forsøge at afslutte kampen ved at storme på.
McGregors trash-talk, forudsigelser før kampe, og brug af psykologisk krigsføring mod sine modstandere har ført til, at nogle kommentatorer, inklusive Dana White, har sammenlignet ham med Muhammad Ali.

## Mesterskab og andre udmærkelser

### Mesterskab
- Ultimate Fighting Championship
  - UFC Lightweight Championship (én gang)
  - UFC Featherweight Championship (én gang)
  - UFC Interim Featherweight Championship (én gang)
- Cage Warriors Fighting Championship
  - CWFC Featherweight Championship (én gang)
  - CWFC Lightweight Championship (én gang)

### Andre udmærkelser
- Ultimate Fighting Championship
  - Knockout of the Night (én gang) vs. Marcus Brimage[62]
  - Performance of the Night (fem gange) vs. Diego Brandão, Dustin Poirier, Dennis Siver, Chad Mendes og José Aldo[41][63][64][65][66]
  - Flest Performance of the Night-priser (fem)
  - Flest sammenhængende Performance of the Night-priser (fem) vs. Diego Brandão, Dustin Poirier, Dennis Siver, Chad Mendes og José Aldo
  - Flest knockouts i fjervægtklassen (seks)[67]
  - Hurtigst afgørelse af titelkamp (13 sekunder) vs. José Aldo[68]
  - Største tilskuertal i USA (16516) i UFC 194[69]
  - Største stævnesalg i USA (10,1 millioner dollar) i UFC 194[70]
  - Højeste indtægt per sekund (42307 dollar) i UFC 194[69][71]
  - Cover Athlete (to gange) for EA Sports UFC 2 og EA Sports UFC 3[72]
- Cage Warriors Fighting Championship
  - Første multiklassemester (to) i fjervægt og letvægt[73]
- Fight Matrix
  - Lineal Featherweight Championship (én gang, nåværende)[74]
- MMA Insider
  - 2013 Best UFC Newcomer[75]
- World MMA Awards
  - 2014 International Fighter of the Year[76]
  - 2015 International Fighter of the Year[77]
  - 2015 Fighter of the Year[78]
- Severe MMA
  - 2014 Irish Pro Fighter of the Year[79]
  - 2015 Irish Pro Fighter of the Year[80]
  - 2015 Fighter of the Year[80]
- Sherdog
  - 2014 Breakthrough Fighter of the Year[81]
  - 2015 Event of the Year headliner i UFC 194[82]
  - 2015 Knockout of the Year vs. José Aldo[83]
  - 2015 Fighter of the Year[84]
- Combat Press
  - 2014 Breakout Fighter of the Year[85]
  - 2015 Event of the Year headliner i UFC 189[86]
  - 2015 Fighter of the Year[87]
- Bleacher Report
  - 2015 Fighter of the Year[88]
- MMA Mania
  - 2015 Event of the Year headliner i UFC 189[89]
  - 2015 Fighter of the Year[90]
- ESPN
  - 2015 Fighter of the Year[91]
- MMA Fighting
  - 2015 Event of the Year headliner i UFC 189[92]
  - 2015 Fighter of the Year[93]
- MMA Junkie
  - 2015 December Knockout of the Month vs. José Aldo[94]
  - 2015 Fighter of the Year[95]
- Fox Sports
  - 2015 Fighter of the Year[96]
- Rolling Stone
  - 25 Hottest Sex Symbols of 2015 inkludering[97]
- Wrestling Observer Newsletter
  - 2015 Best on Interviews[98]
  - 2015 Feud of the Year vs. José Aldo[98]
  - 2015 Most Outstanding Fighter of the Year[98]

## MMA-resultater
| Professional record breakdown | Professional record breakdown | show |

| Res.     | Rekordliste | Modstander          | Metode                          | Event | Dato                     | Omgang | Tid  | Location                         | Noter                                                                         |
| -------- | ----------- | ------------------- | ------------------------------- | --- | ------------------------ | ------ | ---- | -------------------------------- | ----------------------------------------------------------------------------- |
| Nederlag | 22-5        | Dustin Poirier      | TKO (punch)                     | UFC 257 | 23. Januar, 2021         | 2      | 2:32 | Etihad Arena, abu dhabi          | For the UFC Lightweight Championship                                          |
| Sejr     | 22-4        | Donald Cerrone      | TKO (punch)                     | UFC 246 | 19. Januar Oktober, 2020 | 1      | 0:40 | T-Mobile Arena, Las Vegas, NV    | For the UFC Lightweight Championship.                                         |
| Nederlag | 21-4        | Khabib Nurmagomedov | Submission (neck crank)         | UFC 229 | 6. Oktober, 2018         | 4      | 3:03 | Las Vegas, Nevada, United States | For the UFC Lightweight Championship.                                         |
| Sejr     | 21-3        | Eddie Alvarez       | TKO (Slag)                      | UFC 205 | 12. November, 2016       | 3      | 3.04 | New York, New York, USA          | For the UFC Lightweight Championship.                                         |
| Sejr     | 20–3        | Nate Diaz           | Decision (majority)             | UFC 202 | 20. August, 2016         | 5      | 5:00 | Las Vegas, Nevada, USA           | Welterweight bout. Fight of the Night.                                        |
| Nederlag | 19–3        | Nate Diaz           | Submission (rear-naked choke)   | UFC 196 | 5. Marts, 2016           | 2      | 4:12 | Las Vegas, Nevada, USA           | Welterweight debut. Fight of the Night.                                       |
| Sejr     | 19–2        | José Aldo           | KO (punch)                      | UFC 194 | 12, December, 2015       | 1      | 0:13 | Las Vegas, Nevada, USA           | Won and unified the UFC Featherweight Championship. Performance of the Night. |
| Sejr     | 18–2        | Chad Mendes         | TKO (Slag)                      | UFC 189 | 11. juli, 2015           | 2      | 4:57 | Las Vegas, Nevada, USA           | Won the interim UFC Featherweight Championship. Performance of the Night.     |
| Sejr     | 17–2        | Dennis Siver        | TKO (Slag)                      | UFC Fight Night: McGregor vs. Siver                                                                                  | 18. januar, 2015         | 2      | 1:54 | Boston, Massachusetts, USA       | Performance of the Night.                                                     |
| Sejr     | 16–2        | Dustin Poirier      | TKO (Slag)                      | UFC 178 | 27. september, 2014      | 1      | 1:46 | Las Vegas, Nevada, USA           | Performance of the Night.                                                     |
| Sejr     | 15–2        | Diego Brandão       | TKO (Slag)                      | UFC Fight Night: McGregor vs. Brandao                                                                                | 19. juli, 2014           | 1      | 4:05 | Dublin, Irland                   | Performance of the Night.                                                     |
| Sejr     | 14–2        | Max Holloway        | Decision (unanimous)            | UFC Fight Night: Shogun vs. Sonnen                                                                                   | 17. august, 2013         | 3      | 5:00 | Boston, Massachusetts, USA       |                                                                               |
| Sejr     | 13–2        | Marcus Brimage      | TKO (Slag)                      | UFC on Fuel TV: Mousasi vs. Latifi                                                                                   | 6. april, 2013           | 1      | 1:07 | Stockholm, Sweden                | Return to Featherweight. Knockout of the Night.                               |
| Sejr     | 12–2        | Ivan Buchinger      | KO (punch)                      | Cage Warriors FC 51                                                                                                  | 31. december, 2012       | 1      | 3:40 | Dublin, Irland                   | Won the CWFC Lightweight Championship.                                        |
| Sejr     | 11–2        | Dave Hill           | Submission (rear-naked choke)   | Cage Warriors FC 47                                                                                                  | 2. juni, 2012            | 2      | 4:10 | Dublin, Irland                   | Won the CWFC Featherweight Championship.                                      |
| Sejr     | 10–2        | Steve O'Keefe       | KO (elbows)                     | Cage Warriors FC 45                                                                                                  | 18. februar, 2012        | 1      | 1:35 | Kentish Town, England            | Featherweight bout.                                                           |
| Sejr     | 9–2         | Aaron Jahnsen       | TKO (Slag)                      | Cage Warriors: Fight Night 2                                                                                         | 8. september, 2011       | 1      | 3:29 | Amman, Jordan                    | Lightweight bout.                                                             |
| Sejr     | 8–2         | Artur SoSejrski     | TKO (Slag)                      | Celtic Gladiator 2: Clash of the Giants                                                                              | 11. juni, 2011           | 2      | 1:12 | Portlaoise, Irland               |                                                                               |
| Sejr     | 7–2         | Paddy Doherty       | KO (punch)                      | Immortal Fighting Championship 4                                                                                     | 16. april, 2011          | 1      | 0:04 | Letterkenny, Irland              |                                                                               |
| Sejr     | 6–2         | Mike Wood           | KO (Slag)                       | Cage Contender 8 | 12. marts, 2011          | 1      | 0:16 | Dublin, Irland                   |                                                                               |
| Sejr     | 5–2         | Hugh Brady          | TKO (Slag)                      | Chaos FC 8 | 12. februar, 2011        | 1      | 2:31 | Derry, Northern Irland           |                                                                               |
| Nederlag | 4–2         | Joseph Duffy        | Submission (arm-triangle choke) | Cage Warriors 39: The Uprising                                                                                       | 27. november, 2010       | 1      | 0:38 | Cork, Irland                     | Lightweight bout.                                                             |
| Sejr     | 4–1         | Connor Dillon       | TKO (stoppet af ringhjørnet)    | Chaos FC 7 | 9. oktober, 2010         | 1      | 4:22 | Derry, Northern Irland           |                                                                               |
| Sejr     | 3–1         | Stephen Bailey      | TKO (Slag)                      | K.O.: The Fight Before Christmas                                                                                     | 12. december, 2008       | 1      | 1:22 | Dublin, Irland                   |                                                                               |
| Nederlag | 2–1         | Artemij Sitenkov    | Submission (kneebar)            | Cage of Truth 3 | 28. juni, 2008           | 1      | 1:09 | Dublin, Irland                   | Featherweight debut.                                                          |
| Sejr     | 2–0         | Mo Taylor           | TKO (Slag)                      | 2008 in Cage Rage Championships#Cage Rage Contenders - Irland vs. Belgien\|Cage Rage Contenders - Irland vs. Belgium | 3. maj, 2008             | 1      | 1:06 | Dublin, Irland                   |                                                                               |
| Sejr     | 1–0         | Gary Morris         | TKO (Slag)                      | Cage of Truth 2 | 8. marts, 2008           | 2      | 0:08 | Dublin, Irland                   |                                                                               |